# Georgij Vasziljevics Csicserin
Georgij Vasziljevics Csicserin (Karaul, 1872. november 24. – Moszkva, 1936. július 7.) marxista forradalmár, szovjet politikus, 1918 márciusától 1930-ig a Szovjetunió külügyi népbiztosa (külügyminisztere).

## Életpályája

### Út a hatalomig
Arisztokrata családban született a Tambovi kormányzóságban, távoli rokona az orosz irodalom egyik legnagyobb alakja, Alekszandr Puskin. Apja, Vaszilij Csicserin, a cári Oroszország diplomatája volt. Már fiatalon foglalkoztatta a történelem és rajongott a komolyzenéért (kiváló zongorista hírében állt), valamint a német kultúráért (különösen Richard Wagnerért és Friedrich Nietzschéért), Mozartról még könyvet is írt. Remekül beszélt idegen nyelveket is. A Szentpétervári Egyetemen végzett történelem és nyelv szakon, majd az orosz külügyminisztérium archív részlegén dolgozott 1897-től 1903-ig.
1904-ben megörökölte híres nagybátyja, a jogász és politikai gondolkodó Borisz Csicserin földbirtokát, nagy vagyonra szert téve. Ebből a pénzből támogatta az 1905-ös orosz forradalmat, melynek bukása után kénytelen volt elhagyni hazáját, hátrahagyni birtokát. Élete következő 13 évét Nyugat-Európa nagyvárosaiban töltötte, Londonban, Párizsban, Berlinben, és csatlakozott a mensevik mozgalomhoz. Németországban orvosi kezelésekre járt homoszexualitása miatt.
Az első világháború kirobbanása után Csicserin hangot adott a háborút ellenző nézetének, így került kapcsolatba Leninnel. Háborúellenes írásai miatt a brit hatóságok 1917-ben le is tartóztatták. Míg Csicserin a brixtoni börtönben raboskodott, Oroszországban győzött a szocialista forradalom, az új kommunista kormány külügyeinek irányítója, Lev Trockij pedig fogolycserével el tudta érni szabadon bocsátását (többek közt az oroszországi angol nagykövetet engedték szabadon cserébe). Ekkorra már Csicserin egészsége megromlott, elhatalmasodott rajta az alkoholizmus és a morfiumfüggőség.

### Németbarát külpolitika
Miután hazatért 1918 elején, formálisan is csatlakozott a bolsevik párthoz, és Trockij mellett részt vett a breszt-litovszki békét előkészítő tárgyalásokon. A békeszerződés aláírása után Trockijt eltávolították pozíciójából, így május 30-án Csicserin lett a külügy vezetője. 1919. március 2-án ő volt az egyike az öt politikusnak, aki részt vett a Komintern első ülésén.
Csicserin külpolitikájával egy erős szövetséget próbált kialakítani a weimari Németországgal a britekkel szemben, még azt is felvetette Leninnek, hogy az Oroszországban élő angolokat sorozzák be „önkéntes” katonáknak a Vörös Hadseregbe, ám ez végül nem következett be. A német–orosz (1922-től szovjet) közeledést segítette továbbá, hogy 1918-tól Csicserin közeli barátja, Ulrich von Brockdorff-Rantzau lett a moszkvai német nagykövet.
1922-ben a genovai konferencia és a rapallói szerződés hivatalosan is szorosabbra kötötte a két nagyhatalom szövetségét, akik az első világháborúban még egymással szemben álltak. A szerződés legnagyobb eredménye volt, hogy a Szovjetunió területén telepíthettek ezután német hadiipari létesítményeket. Ez mindkét fél számára remek üzlet volt, mivel a Párizs környéki békék miatti fegyverkezési tilalmat a németek kijátszhatták így, a szovjetek pedig technológiát kaptak cserébe. Érdekesség, hogy több későbbi nagy német tábornok, aki harcolt a második világháborúban a szovjetek ellen, az 1920-as években tanított az orosz katonai tisztképzőn (Heinz Guderian, Wilhelm Keitel, Walter Model vagy Friedrich Paulus). Tárgyalásokat folytatott a későbbi XII. Piusz pápával is, hogy segítse a Szovjetunió nemzetközi elismerését kivívni.
Csicserinről az a hír járta, hogy ő folytatta a legtöbb telefonbeszélgetést Leninnel, és munkamániásként tartották számon (állítólag gyakran egész éjszaka is dolgozott). Lenin halála után Csicserin már több kérdésben szembekerült Sztálinnal (innentől már Németországban élt, és járt orvosi kezelésekre), ám csak 1930-ban, rossz egészségi állapota miatt került helyére helyettese, Makszim Litvinov. 1936-ban bekövetkezett halála után nevét hivatalosan kitörölték a Kommunista Párt történetéből.

## Magyarul
- Világháború és világforradalom. A népbiztosok nevében kibocsátotta Lenin, Csicserin, Trotzki, Lev; ford. Hancsók Kálmán; s.n., Bp., 1919 (Vörös könyvtár)
- Csicserin nyílt levele Woodrow Wilson úrhoz, az Amerikai Egyesült Államok elnökéhez; Kommunisták Magyarországi Pártja, Bp., 1919 (Kommunista könyvtár)

## Fordítás
- Ez a szócikk részben vagy egészben  a   Georgy Chicherin című angol Wikipédia-szócikk fordításán alapul.  Az eredeti cikk szerkesztőit annak laptörténete sorolja fel. Ez a jelzés csupán a megfogalmazás eredetét és a szerzői jogokat jelzi, nem szolgál a cikkben szereplő információk forrásmegjelöléseként.